# Plaza Kléber
La plaza Kléber es la principal plaza de la ciudad de Estrasburgo en Francia, Unión Europea. La plaza, que toma su nombre del general Jean-Baptiste Kléber, nacido en Estrasburgo en 1753, es la de mayor tamaño del centro de la ciudad y el corazón del área comercial. En ella se encuentra también la estatua de Kléber, que alberga la urna funeraria que contiene sus restos, y en el lateral norte el Edificio Aubette construido bajo la dirección del arquitecto Jacques-François Blondel entre 1965 y 1972.
Se sitúa en el centro histórico, en la denominada Gran Isla de Estrasburgo (Grande île, en francés), que fue declarada en 1988 por la Unesco como lugar Patrimonio de la Humanidad.

## Galería de fotos

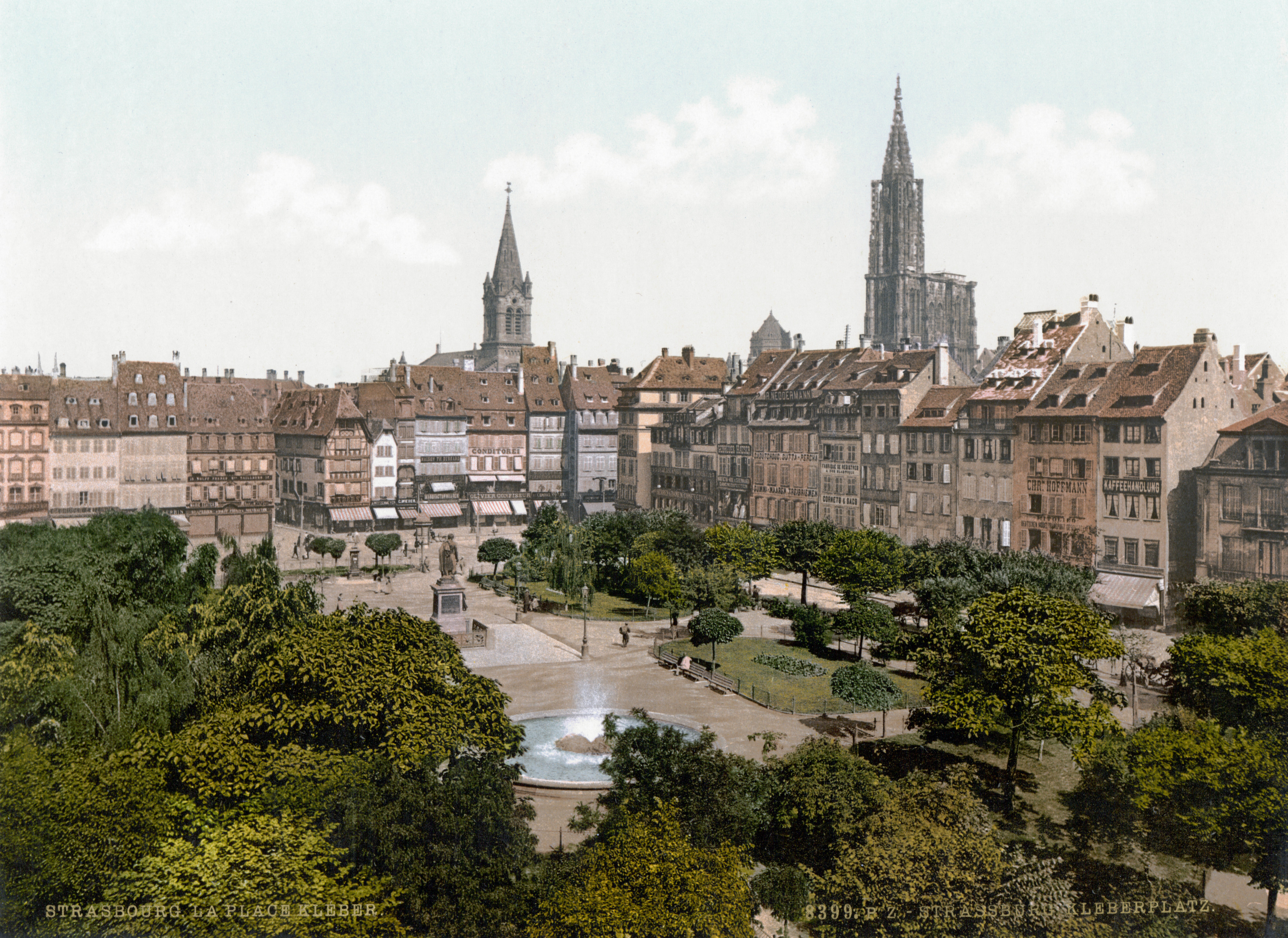
La plaza Kleber a inicios del siglo XX
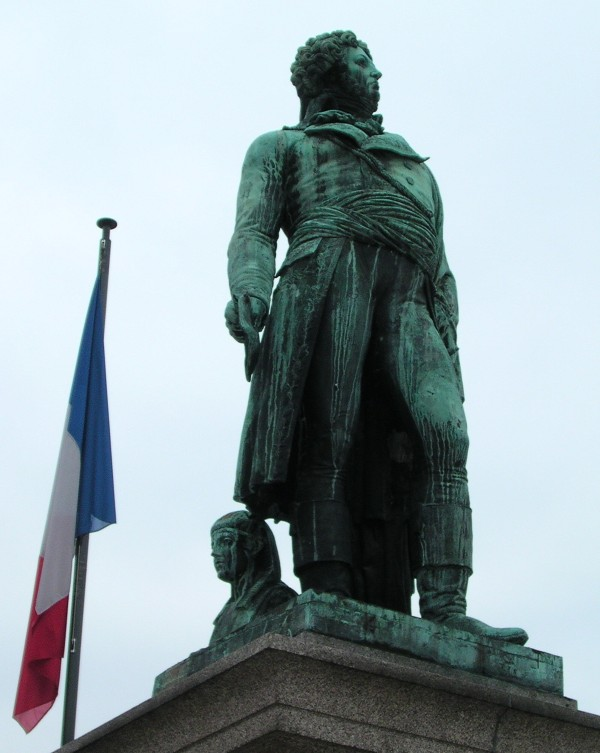
Estatua de Kleber.
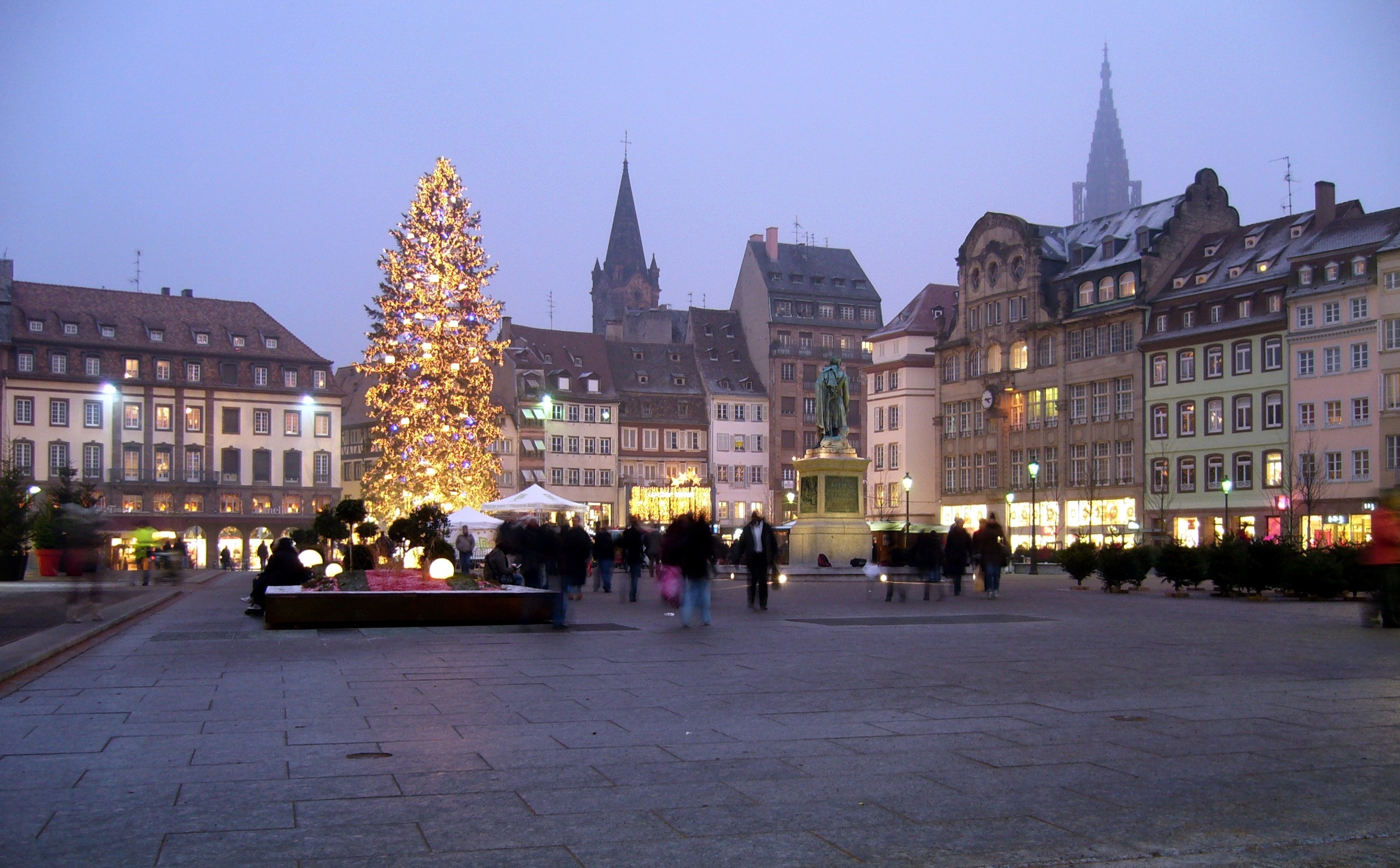
El árbol de navidad de la ciudad, ubicado tradicionalmente en la plaza.
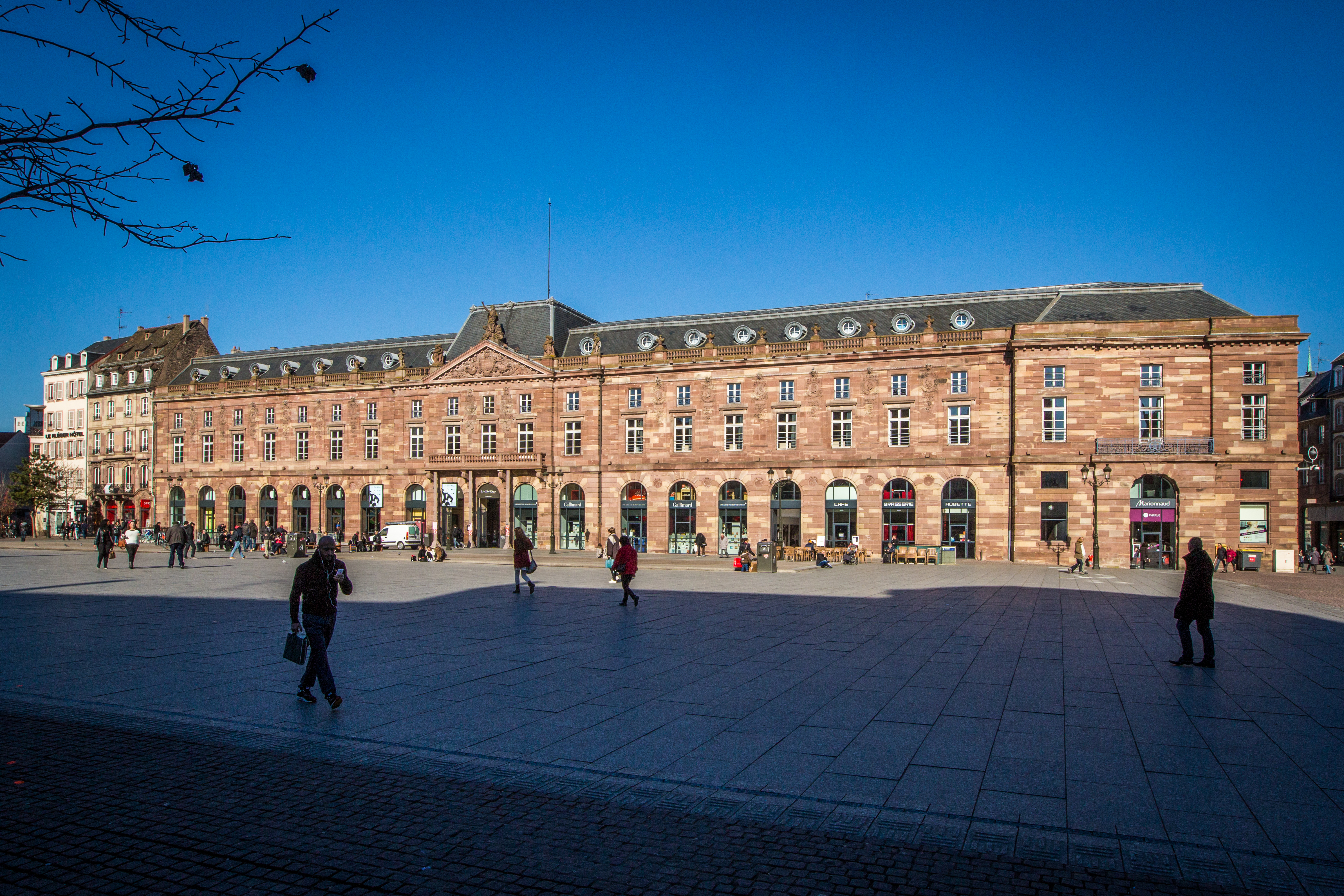
El Aubette, arquitectura clasica.